# جاستین کلارک
جاستین کلارک (انگلیسی: Justine Clarke؛ زادهٔ نوامبر ۱۹۷۱) خواننده، بازیگر و میزبان تلویزیونی اهل کشور استرالیا است. وی بازیگری را از سن هفت سالگی آغاز نمود.

از آثار معروف او میتوان به خانه و دوری در نقش «روت مارتا "رو" استوارت» اشاره کرد.